# Pale Blue Dot (singolo)
Pale Blue Dot è un singolo del gruppo musicale statunitense Dream Theater, pubblicato il 25 settembre 2020 come primo estratto dal sesto album dal vivo Distant Memories - Live in London.

## Descrizione
Si tratta della versione dal vivo dell'omonimo brano contenuto nell'album Distance over Time, del quale rappresenta la traccia conclusiva. Il titolo è un omaggio all'omonimo termine reso famoso dall'astronomo statunitense Carl Sagan, come spiegato dal chitarrista John Petrucci:

## Video musicale
Il video musicale, pubblicato in concomitanza con il lancio del singolo, mostra il gruppo eseguire il brano durante il loro concerto tenuto a Londra nel febbraio 2020.

## Tracce
Testi di John Petrucci, musiche di John Petrucci, Jordan Rudess, Mike Mangini e John Myung.
1. Pale Blue Dot (Live at Hammersmith Apollo, London, UK, 2020) – 8:52

## Formazione
Gruppo
- James LaBrie – voce
- John Petrucci – chitarra
- John Myung – basso
- Jordan Rudess – tastiera
- Mike Mangini – batteria

Produzione
- John Petrucci – produzione
- James "Jimmy T" Meslin – missaggio
- John Arbukle – montaggio audio aggiuntivo
- Peter van 't Riet – mastering